# Grotte du Mas-d'Azil
La grotte du Mas-d'Azil est une grotte préhistorique sur la commune du Mas-d'Azil dans le département de l'Ariège, au centre des Pyrénées françaises, région Occitanie (anciennement en Midi-Pyrénées), en France.
La cavité est traversée par une route et par la rivière Arize qui l'a creusée. Il s'agit d'une des rares grottes au monde à pouvoir être traversée en voiture.
Elle a été occupée à différentes époques préhistoriques et historiques et a donné son nom à une culture préhistorique, l'Azilien.

## Situation
La grotte est située en rive droite (côté est) de l'Arize à 1 km au sud du village du Mas-d'Azil, dans l'ouest du département de l'Ariège. Saint-Girons (sous-préfecture de la commune) est à 25 km au sud-ouest, Pamiers à 29 km à l'est et Foix à 30 km au sud-est.
Elle fait partie du massif du Plantaurel. Le massif de l'Arize commence à seulement 3 km au sud.

## Description
Cette cavité aux dimensions imposantes a un développement de 2 100 m.
La « Porte de l'Arize », qui marque l'entrée de la rivière par le sud, est un porche de 51 mètres de haut pour 48 mètres de large.
Une partie de la grotte est un tunnel naturel, long de 420 m pour une largeur moyenne de 50 m, emprunté par la route départementale D 119 qui longe l'Arize sur 410 m. La construction de cette route est à l'origine des découvertes archéologiques.
Avec la Cuevona des cuevas de Junco (es) (grottes del Agua (es)) dans les Asturies, c'est l'une des très rares grottes en Europe pouvant être traversée en voiture.

Vues de la grotte
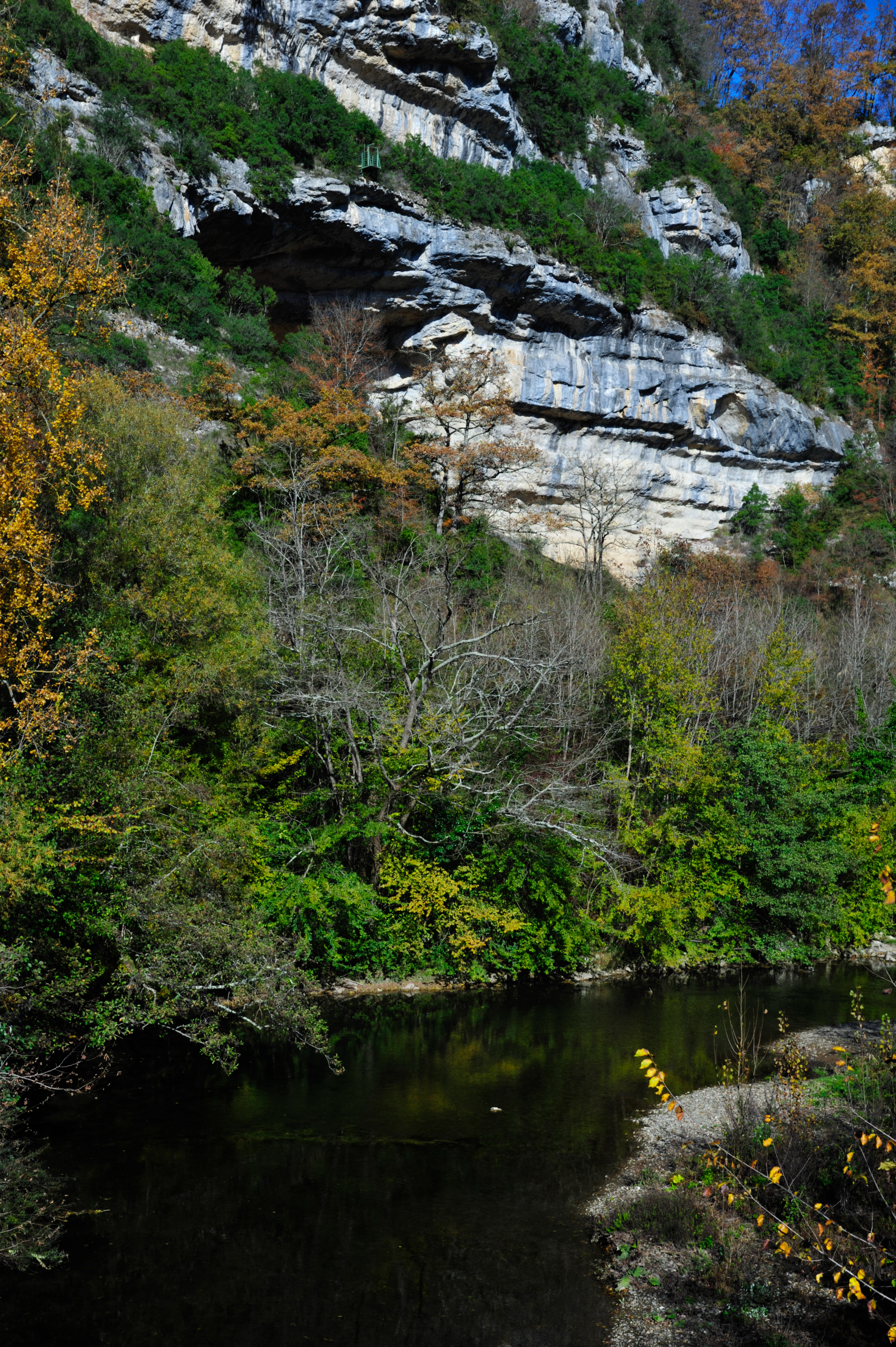
L'Arize, avec l'entrée sud de la grotte (en aval) en arrière-plan.
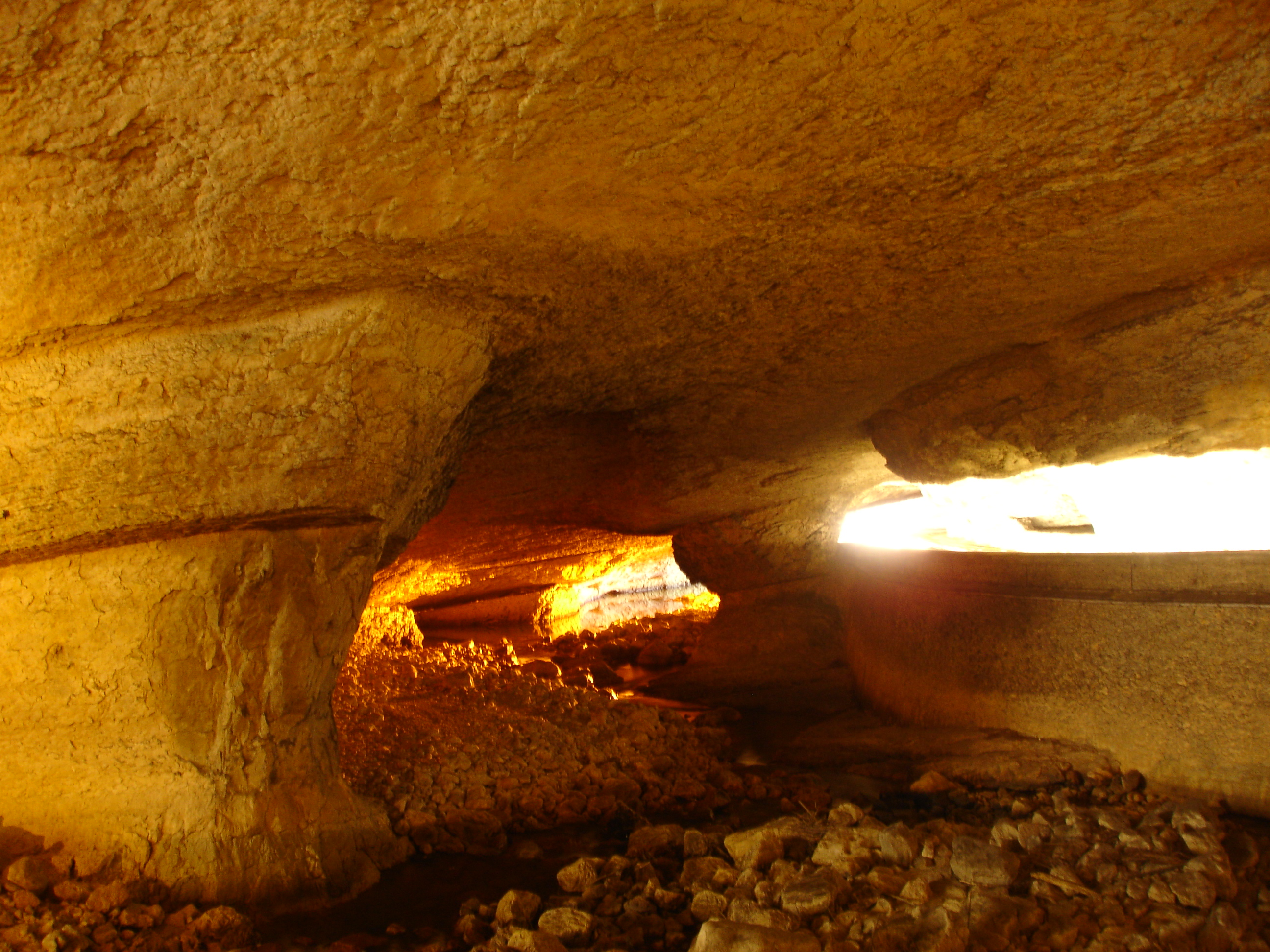
Intérieur de la grotte.
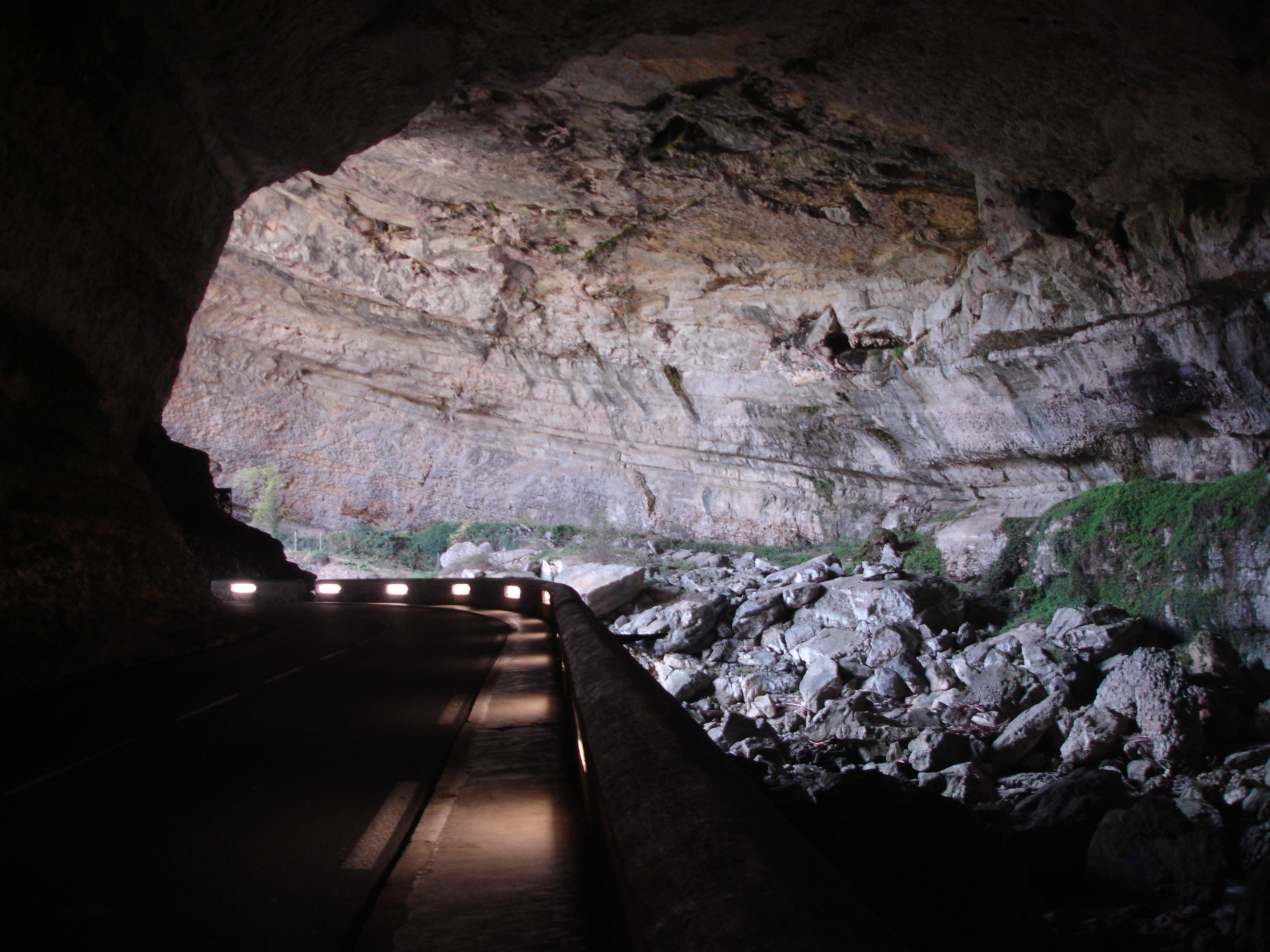
Route traversant la grotte.
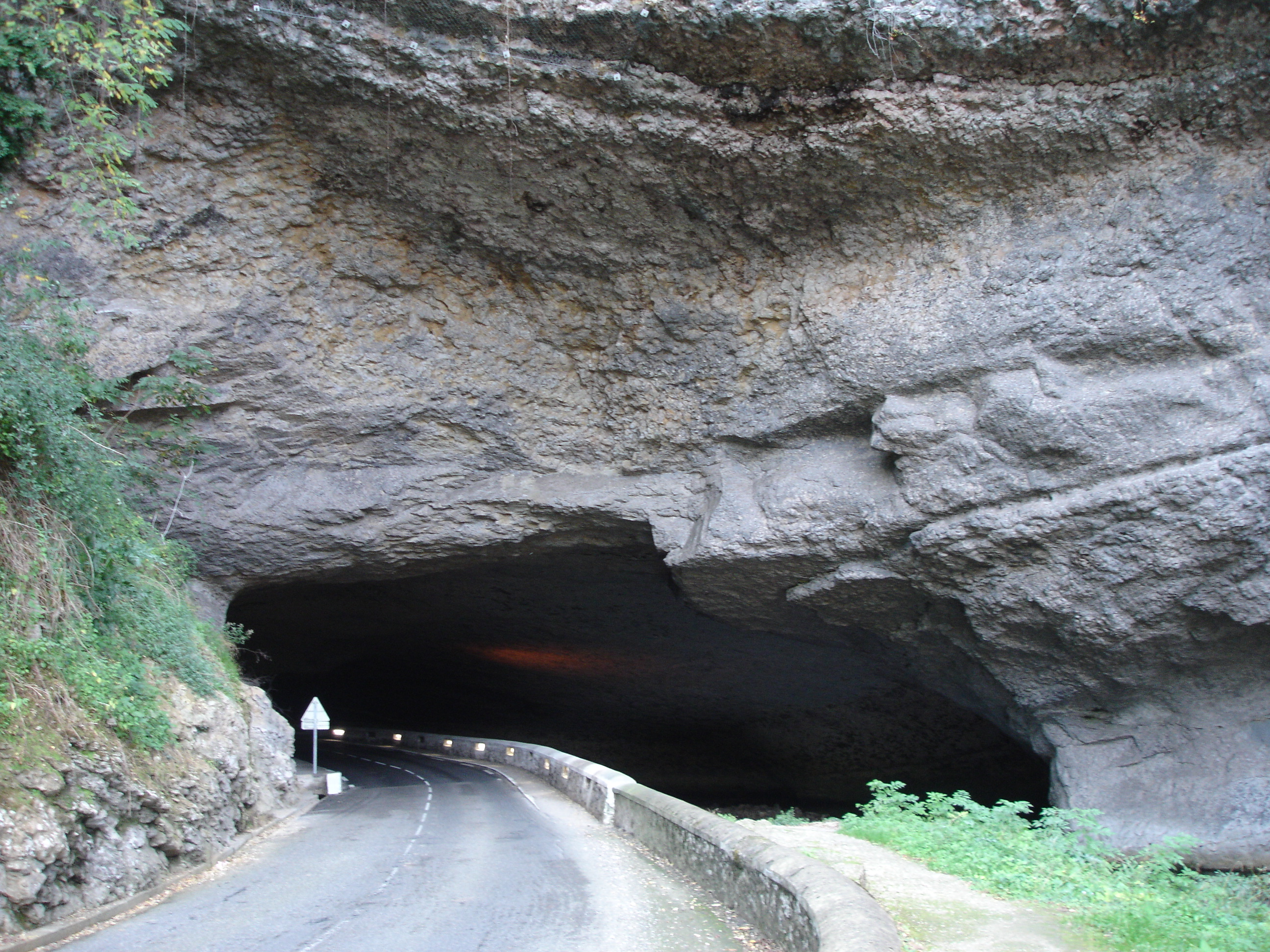
Entrée nord de la grotte, résurgence de l'Arize.

## Géologie
La grotte s'ouvre dans les calcaires du Thanétien supérieur.
La limite Crétacé-Tertiaire (limite KT) est visible dans cette grotte, formée il y a deux millions d'années par l'érosion provoquée par l'Arize. La rivière coulait autrefois en surface dans la vallée, 60 m plus haut que son niveau actuel. Elle s'est enfoncée dans le réseau karstique, agrandissant les failles, déblayant les marnes crétacées. 500 à 600 mètres de longueur auraient ainsi été creusés et se trouve dans le nord du parc naturel régional des Pyrénées ariégeoises.
À la suite de la surrection des Pyrénées, l'Arize a plus ou moins d'alluvions à transporter selon les variations climatiques du quaternaire. Lors des phases glaciaires, les éboulis la surchargent en alluvions si bien que la rivière se surélève sur ses propres sédiments au point de boucher sa percée hydrogéologique (la grande galerie). L'Arize creuse alors d'autres galeries. Lors des phases interglaciaires, elle redébouche la grotte, ce qui permet aux Aurignaciens et aux Magdaléniens (à l'Holocène) de s'y installer.

## Fouilles

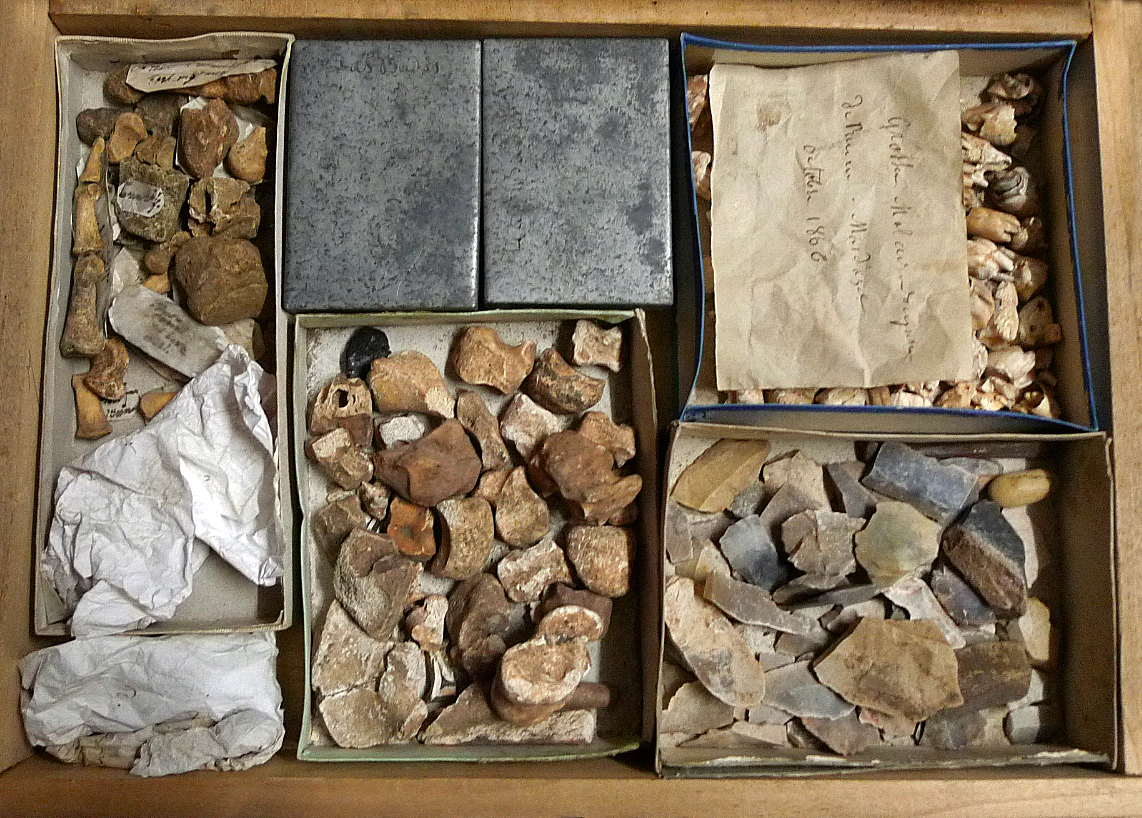
Mobilier archéologique de la grotte du Mas d'Azil.

Dès 1857, la grotte subit une transformation radicale afin d'aménager une route impériale le long de la berge de l'Arize. Les travaux provoquent le déplacement d’une quantité importante de sédiments et des vestiges archéologiques apparaissent en rive droite dans la zone. 
Pendant près de 40 ans (de la fin des années 1840 à la fin des années 1880), l'abbé Jean-Jacques Pouech étudie la cavité. Géologue, il recherche principalement des ossements fossiles, notamment dans la salle du Théâtre qu'il nomme « l'étable aux rennes ». L'abbé Pouech topographie l'ensemble de la grotte, sa restitution est la plus fidèle. Le travail est repris dans les années 1980 par François Rouzaud mais reste inachevé. 
Félix Garrigou fréquente aussi la grotte en 1862 et publie un article en 1867. Cet article met en avant la grotte du Mas-d'Azil et la rend célèbre en France. Après la crue de l'Arize en 1875, de nouvelles fouilles sont organisées par Félix Régnault et Tibulle Ladevèze.
Durant la seconde moitié du xixe siècle, les chercheurs se consacrent essentiellement à l'étude des ossements, à la paléontologie et à la géologie.
Dès 1887, Édouard Piette s'intéresse fortement à la salle du Théâtre ; il explore la Rotonde et « le fourneau », qui porte aujourd'hui son nom. Il établit une chronologie préhistorique en se basant sur l'évolution des productions artistiques : sculpture, gravure, etc. Henri Breuil étudie l'art pariétal lors de sa première venue dans la grotte du Mas d'Azil sans déterminer l'ancienneté des œuvres.

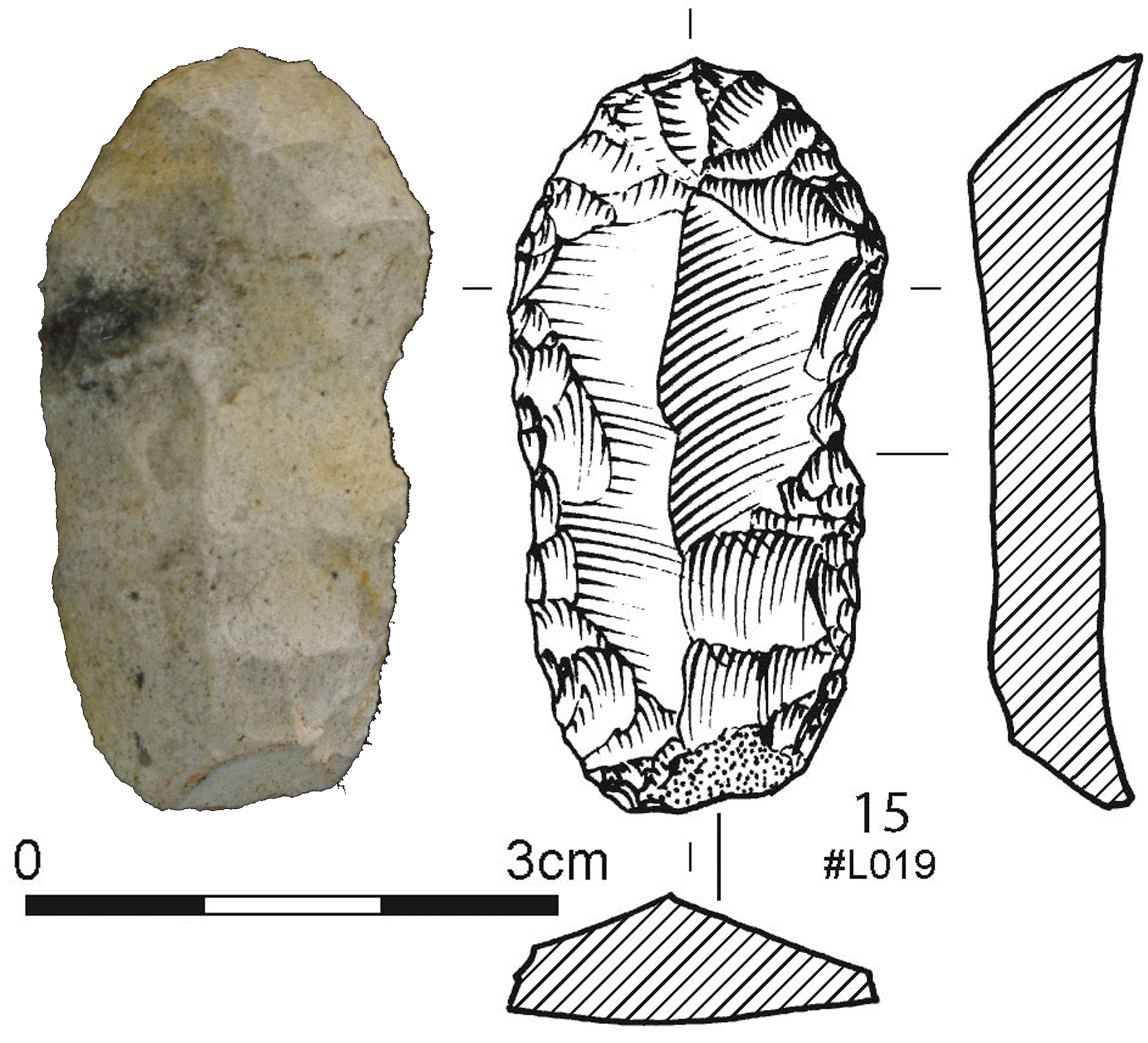
Grattoir aurignacien et dessin.

Ces travaux scientifiques permettent d'accompagner le développement de la préhistoire en tant que science. Le Mas d'Azil est un site éponyme, la grotte laisse son nom à une culture : l'Azilien. Cette culture comble l'intervalle (le hiatus) des derniers chasseurs des temps glaciaires et les premiers groupes du Néolithique. Cette culture se retrouve dans l'Ouest de l'Europe, de l'Espagne jusqu'aux îles Britanniques. Après une période creuse entre les travaux de Breuil et les années 1920, les recherches reprennent au milieu du XXe siècle avec les époux Péquart. En 1937, ils explorent la galerie des Silex et font la découverte d'un des plus importants habitats magdalénien des Pyrénées. Ils y découvrent des objets exceptionnels tels que le Faon aux oiseaux et le bâton percé au protomé de cheval. Joseph Mandement explore la rive droite de la grotte en désobstruant et dégageant des galeries et cavités inédites. Avec sa femme, il cherche obstinément des sépultures du Magdalénien et trouve un crâne dit de " Magda ".
Une mise valeur du site touristique est réalisée après la sortie de la seconde guerre mondiale, à la faveur de l'afflux des vacanciers, suscité par les politiques du Front populaire avec des aménagements importants notamment l'utilisation de l'électricité.
André Alteirac mène une série de fouilles et d'études durant les années 1960-1970. Il crée le musée de la Préhistoire en 1981. En 1977, il invite Denis Vialou, membre du Muséum national d'histoire naturelle à étudier l'art pariétal de "la galerie Breuil".
Dans les années 1980, François Rouzaud, archéologue et spéléologue, réalise un plan de la grotte pour le ministère de la Culture, malheureusement inachevé à la suite de son décès prématuré.

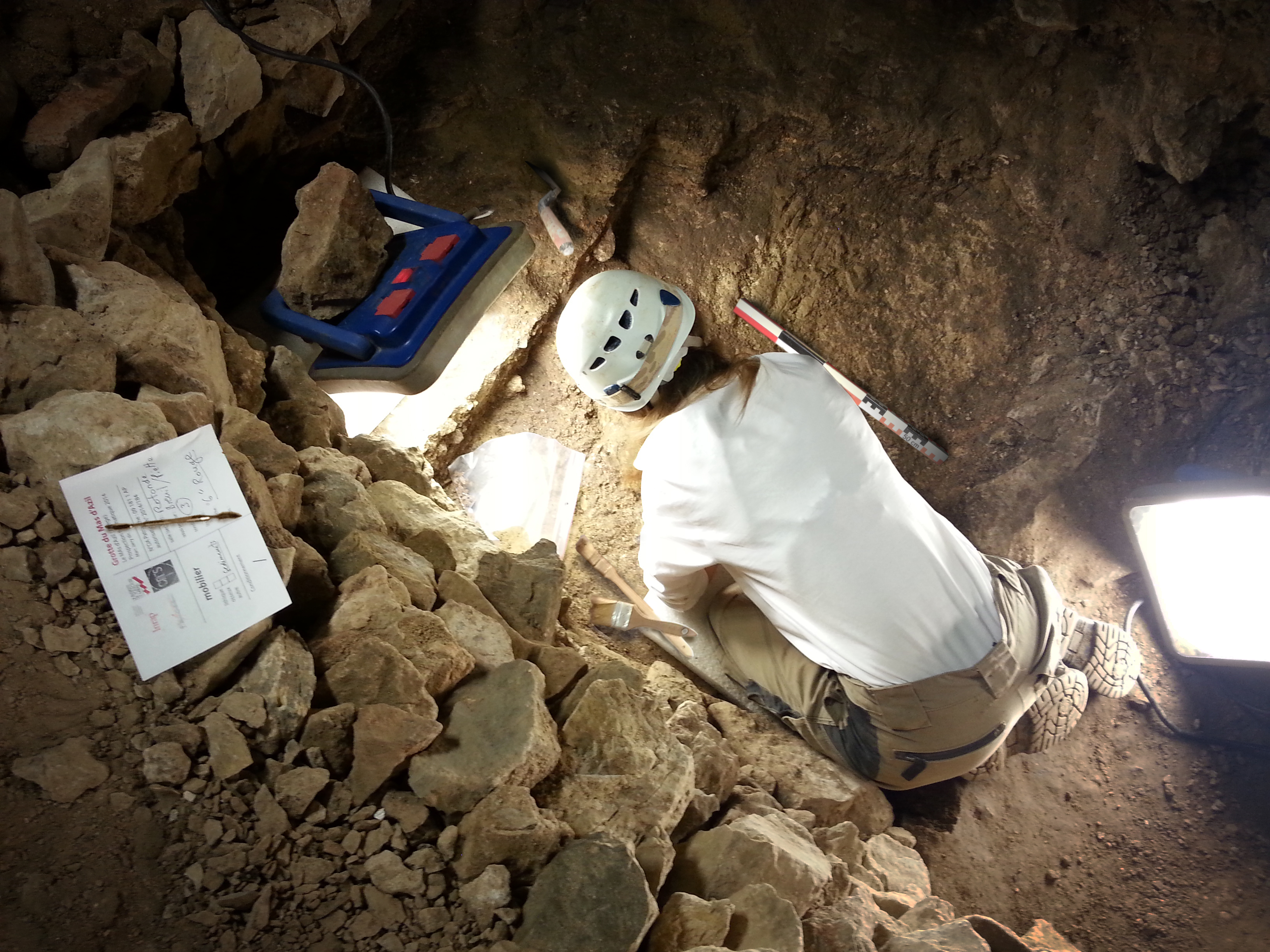
Fouille programmée grotte du Mas d'Azil.

De 2011 à 2013, de nouveaux aménagements sont réalisés, notamment la construction d'un centre d'interprétation pour accueillir le public. La rive droite du site du Mas d'Azil est réputée quasiment stérile, cependant lors de la construction du centre d'interprétation, une fouille préventive est réalisée par l'Inrap. Les travaux sont dirigés par Marc Jarry et Céline Pallier. Des découvertes inédites sont faites : on y retrouve des habitats de -35 000 années avant notre ère, de la période Aurignacienne.
Une équipe de chercheurs, coordonnée par Marc Jarry, Laurent Bruxelles, Céline Pallier, de l'Inrap et François Bon, de l'université de Toulouse II Jean-Jaurès, y travaille depuis 2013. Elle réalise un important état des lieux général de la grotte et de tout le massif. Plusieurs axes de recherches sont développées autour de la cartographie, la géologie, l'archéologie ou la description morphokarstique[Quoi ?]...

## Préhistoire
La grotte est d’abord fréquentée par des animaux et les galeries intérieures sont riches en ossements de mammouths laineux, ours des cavernes et rhinocéros laineux.
Puis des groupes préhistoriques s'y installent. La grotte est connue pour ses nombreux vestiges préhistoriques dont le Faon aux oiseaux, un très beau propulseur daté Magdalénien moyen (15 000 à 13 500 ans AP) découvert par Marthe et Saint-Just Péquart en 1940, ainsi que le Coco des roseaux, une scène de chasse du magdalénien à figuration humaine rudimentaire, gravée sur un fragment d'omoplate animale. On y a également découvert un bouton gravé d'un aurochs femelle ainsi que de son veau sur l'autre face, et un crâne de jeune fille, « Magda » (14 000 ans) avec deux plaques d’os taillées simulant les yeux dans les orbites. 
Outre la richesse et la diversité de son matériel mobilier, la grotte renferme également plusieurs galeries ornées :
- salle Breuil : bisons, chevaux, cervidés, poissons, un possible félin et des signes géométriques ;
- galerie du Renne : nombreuses gravures d’animaux se superposant ;
- salle du Four : arrière-train de cheval, tête de bouquetin, visage humain sur un contour rocheux naturel.
- Un boyau difficile d'accès renferme une vulve gravée[25].

Le site a donné son nom à l'Azilien, une culture préhistorique de l'Épipaléolithique (environ 12 000 à 9 500 avant le présent) comprise entre le Magdalénien et le Mésolithique définie par Édouard Piette. On y retrouve une industrie microlithique, des harpons plats, de nombreux galets peints aziliens (galets colorés d'ocre rouge datant de 10 000 ans).
Au Néolithique, de nombreux dolmens, datant d'il y a 4 000 ans, ont été dressés tout autour de la grotte (Bidot (classé), Cap-del-Pouech et Seignas (classé)). Des poteries ont été retrouvées à l'entrée de la grotte.

## Mobilier préhistorique

### Propulseur dit «Faon aux oiseaux»

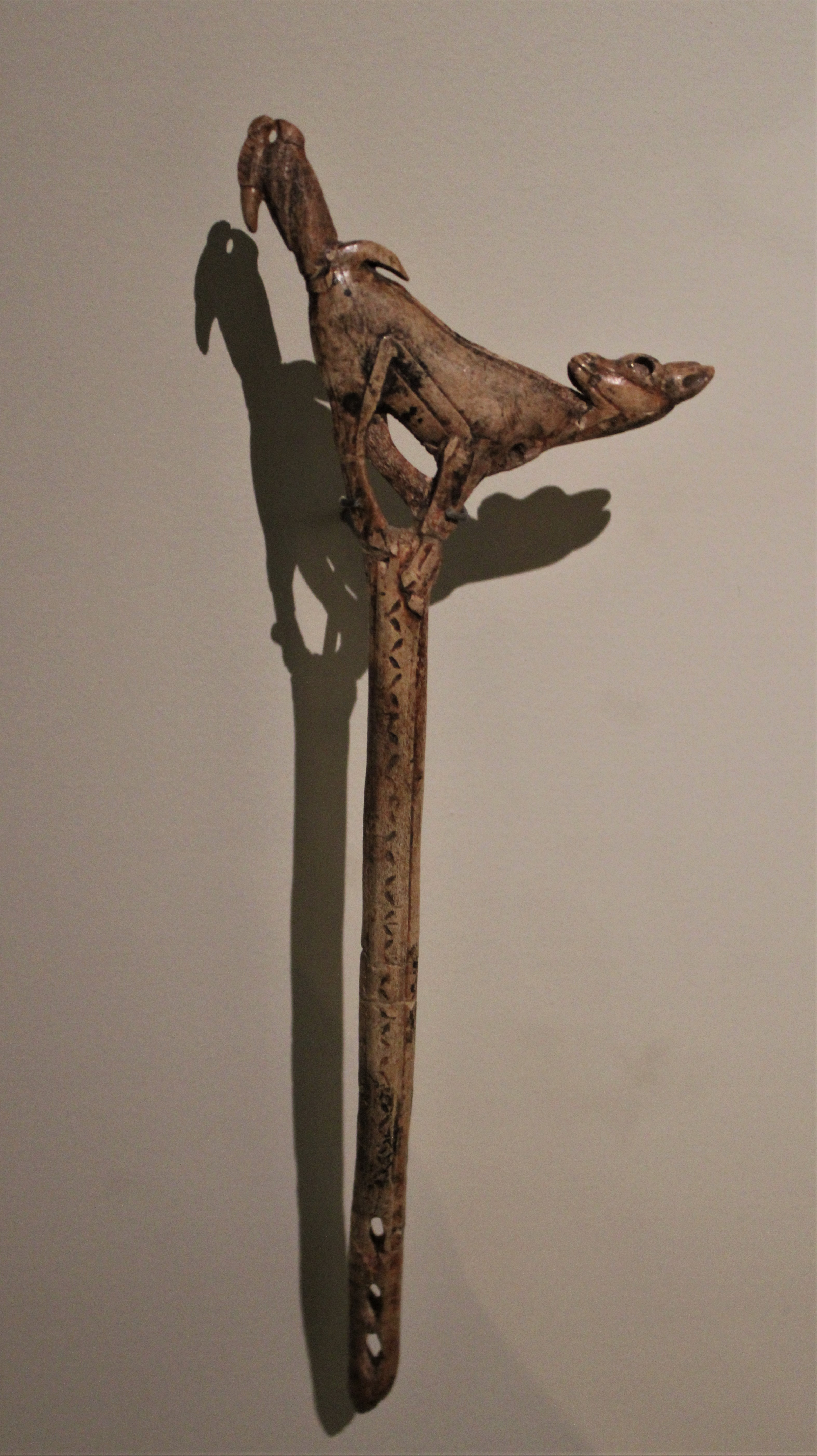
Vue intégrale du propulseur orné dit Le faon aux oiseaux.
Vue partielle du propulseur orné dit Le faon aux oiseaux[26].
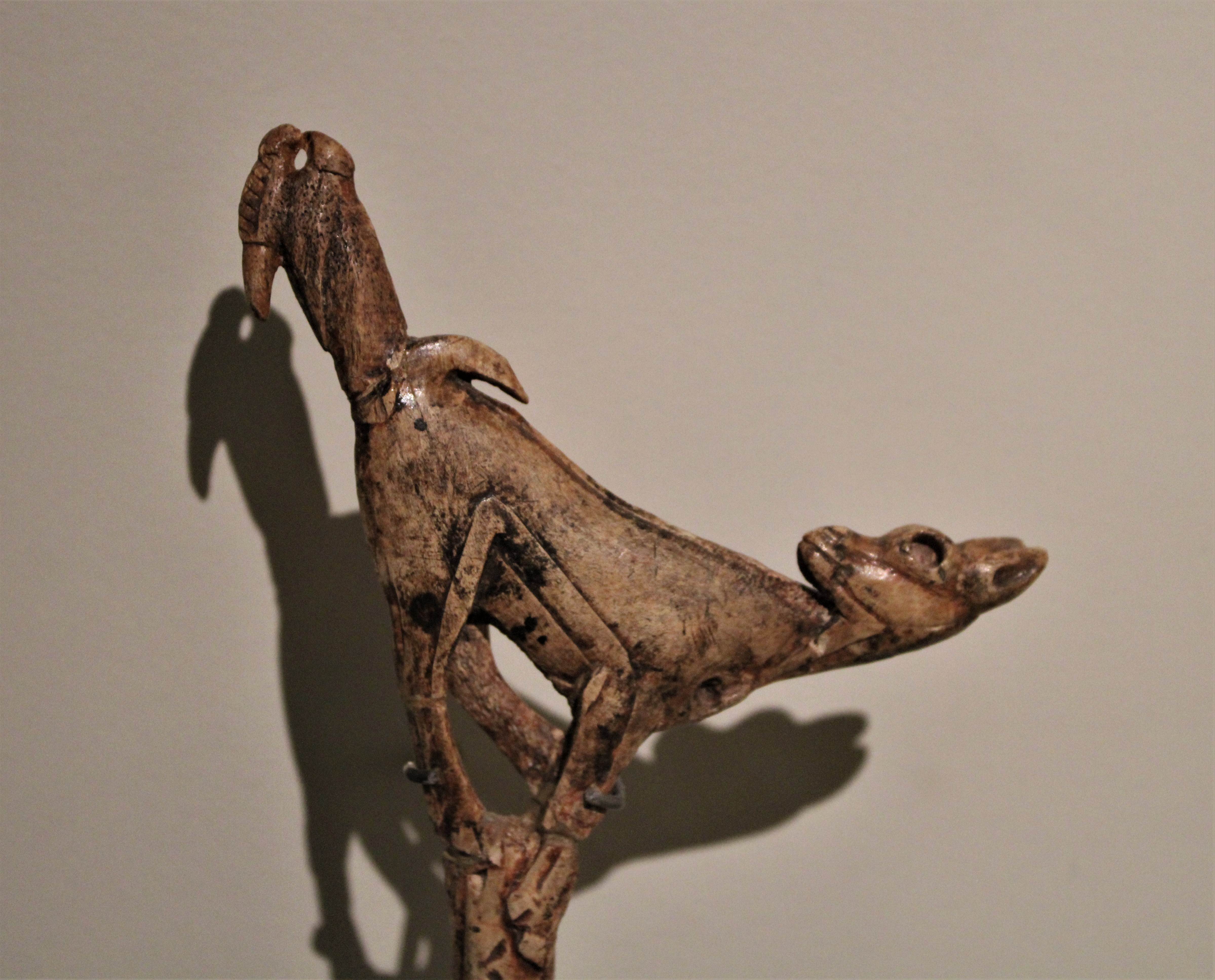
Détail de la sculpture du Faon aux oiseaux.

### Autres sculptures

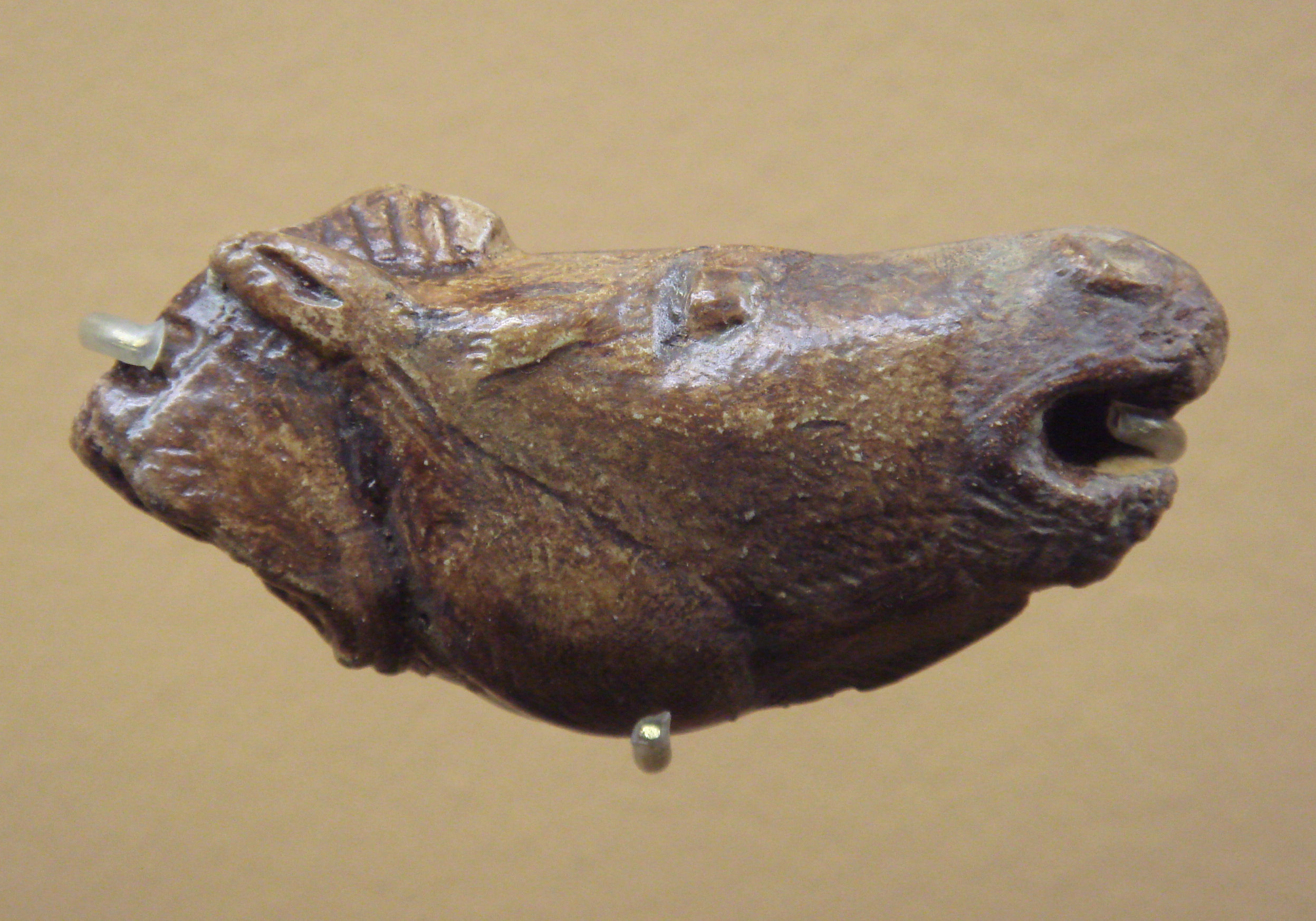
Tête de cheval sculptée. MAN
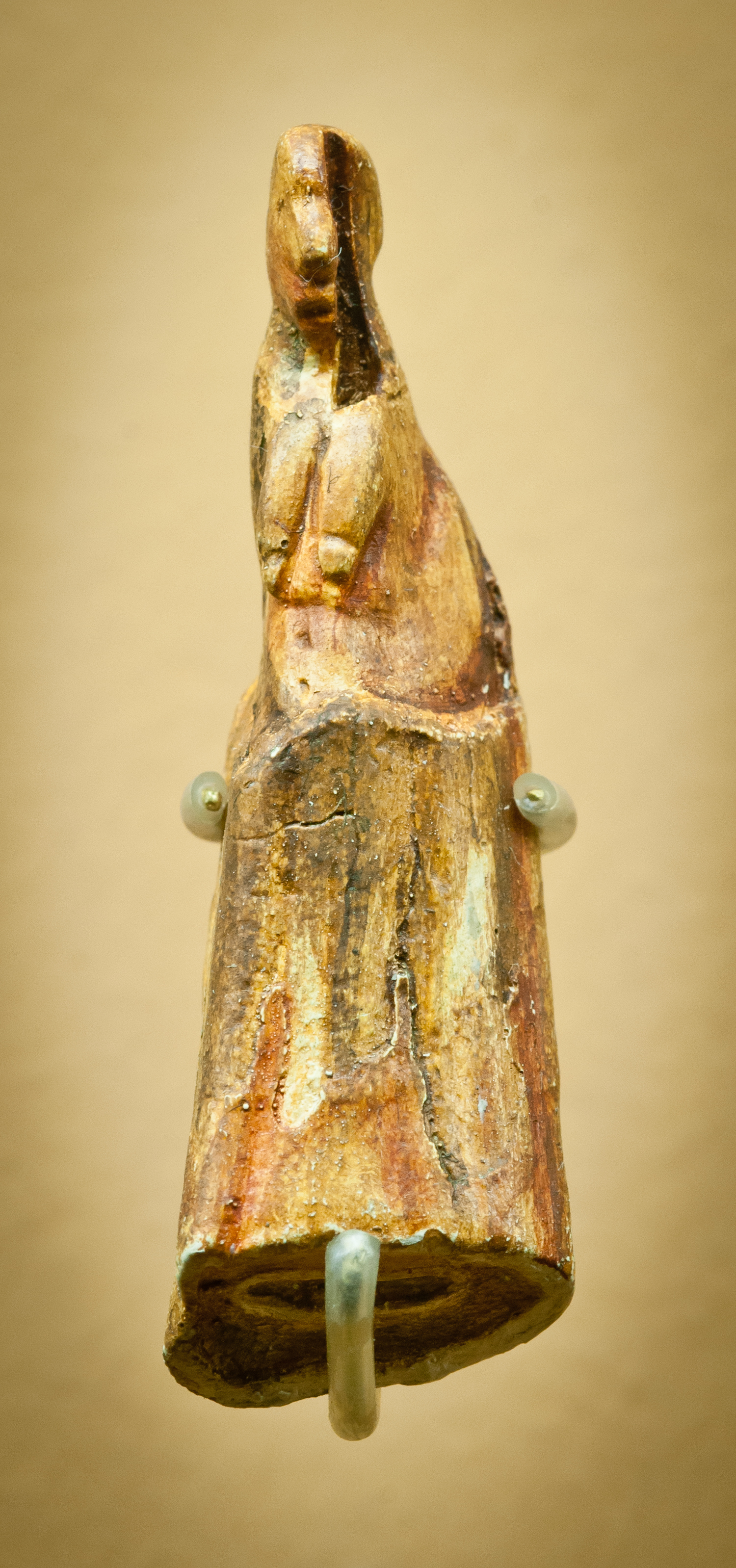
Vénus du Mas d'Azil. MAN
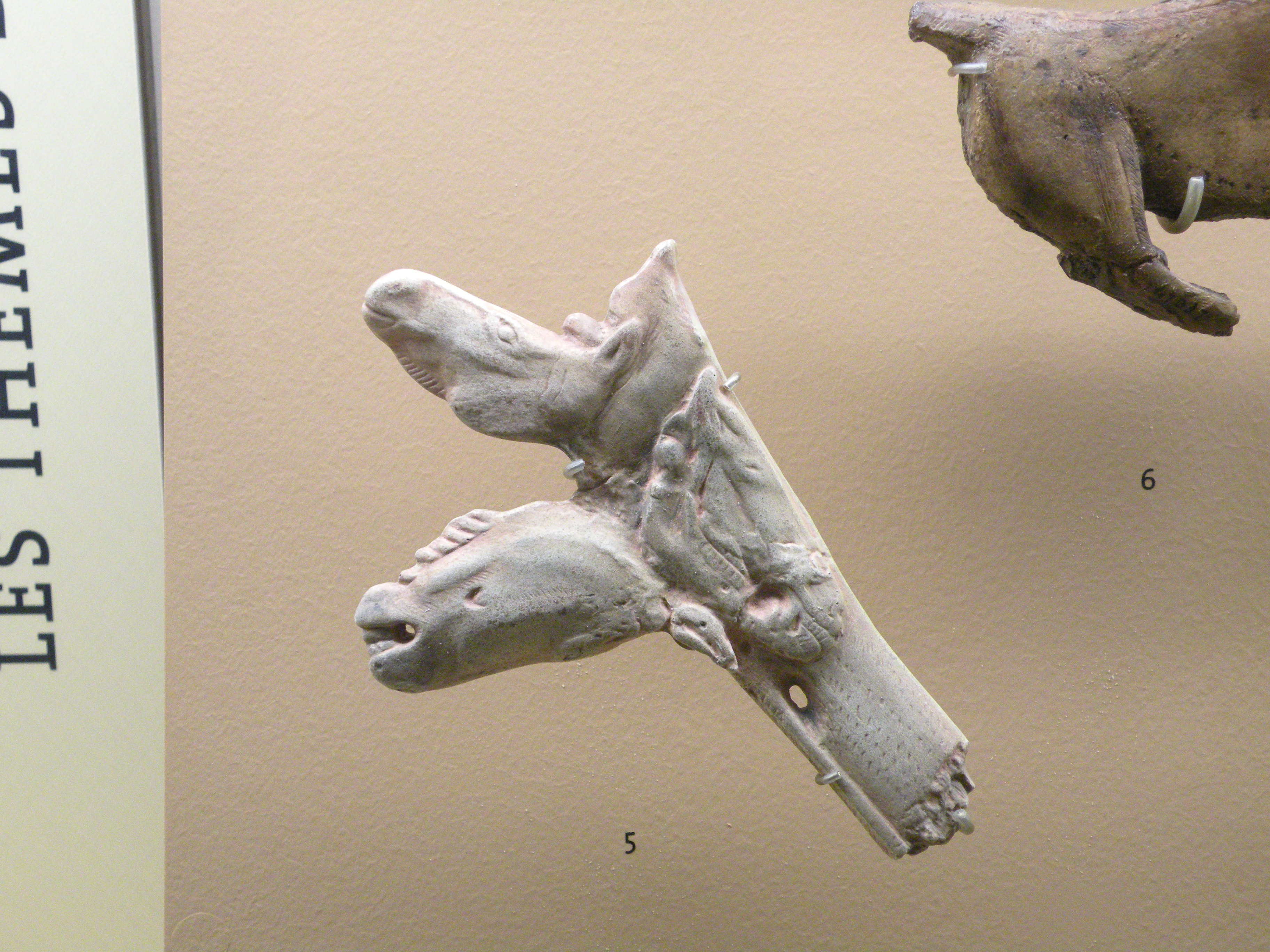
Propulseur de sagaie sculpté de 3 têtes de chevaux à trois âges différents (bois ou os de cervidé). MAN

### Industrie osseuse

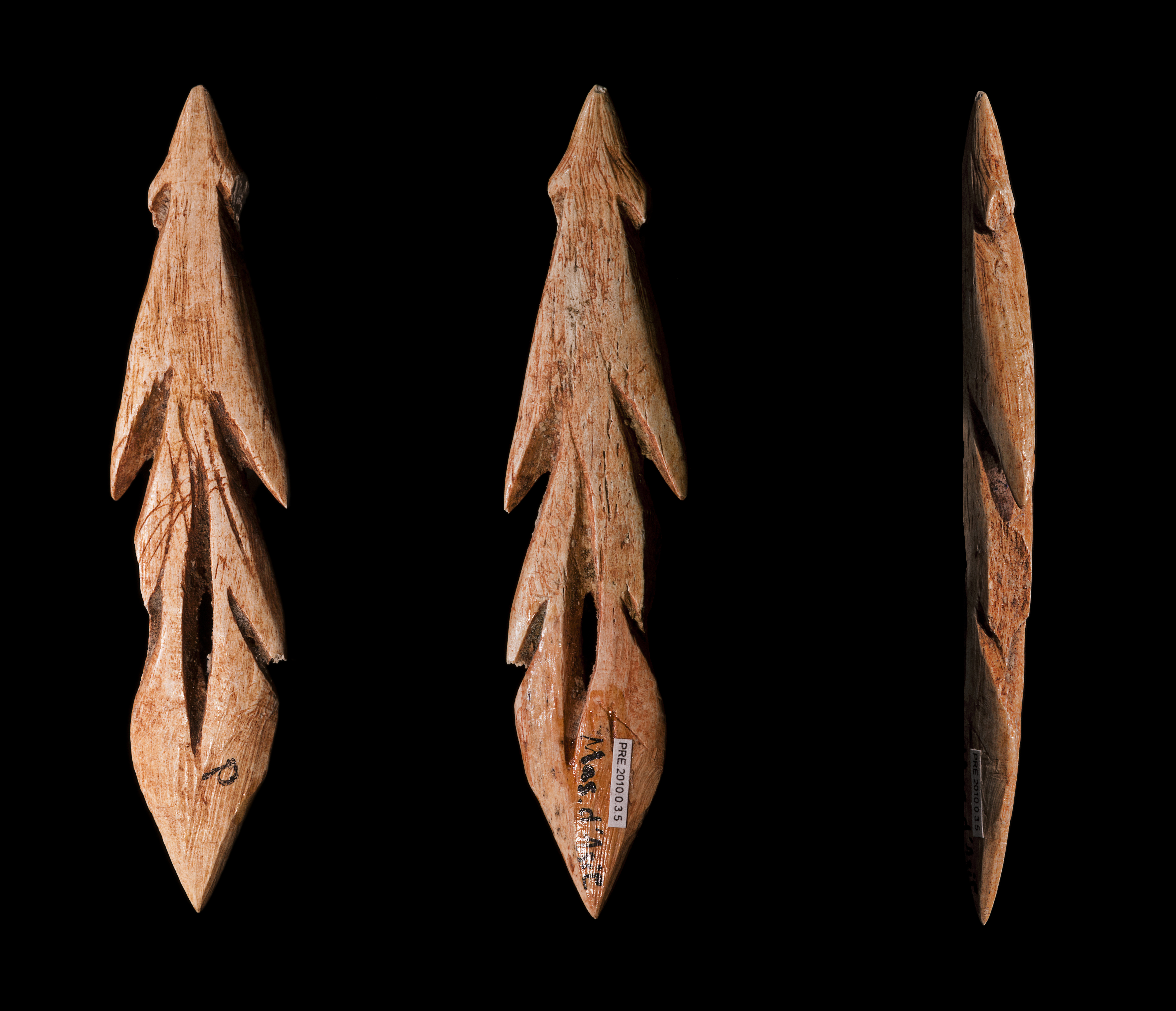
Harpon azilien. Muséum de Toulouse
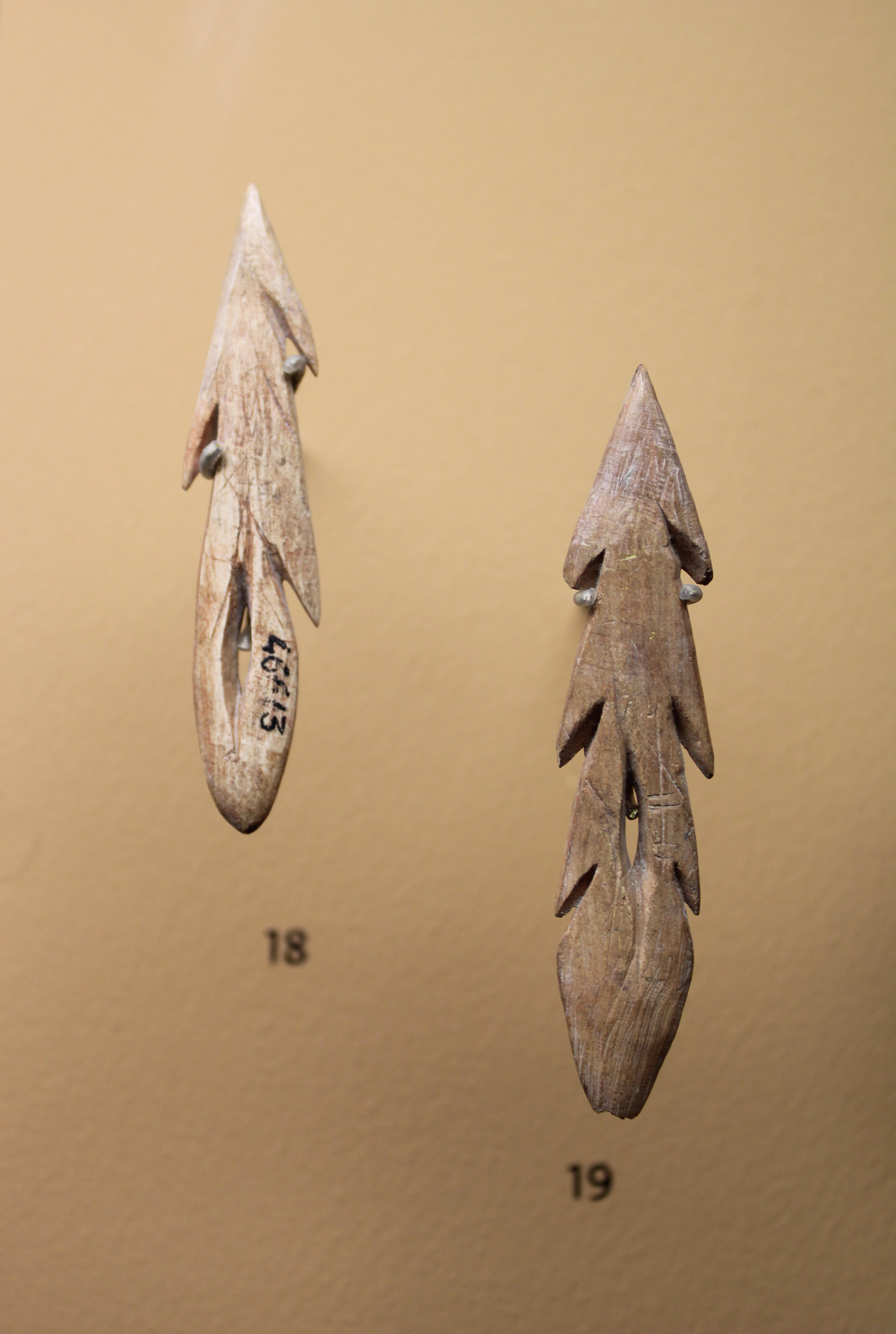
Harpons
- MAN.
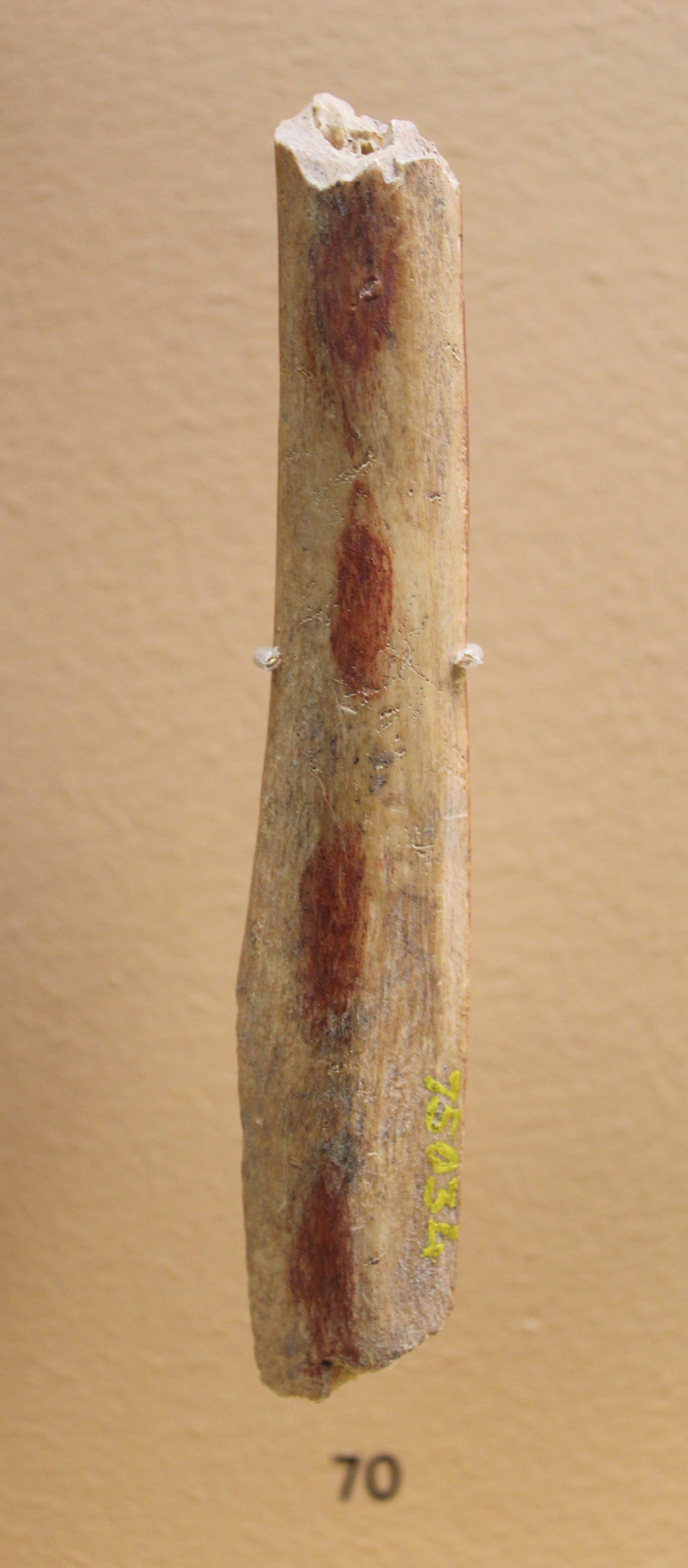
Fragment osseux peint
- MAN.

### Industrie lithique
- Perçoirs

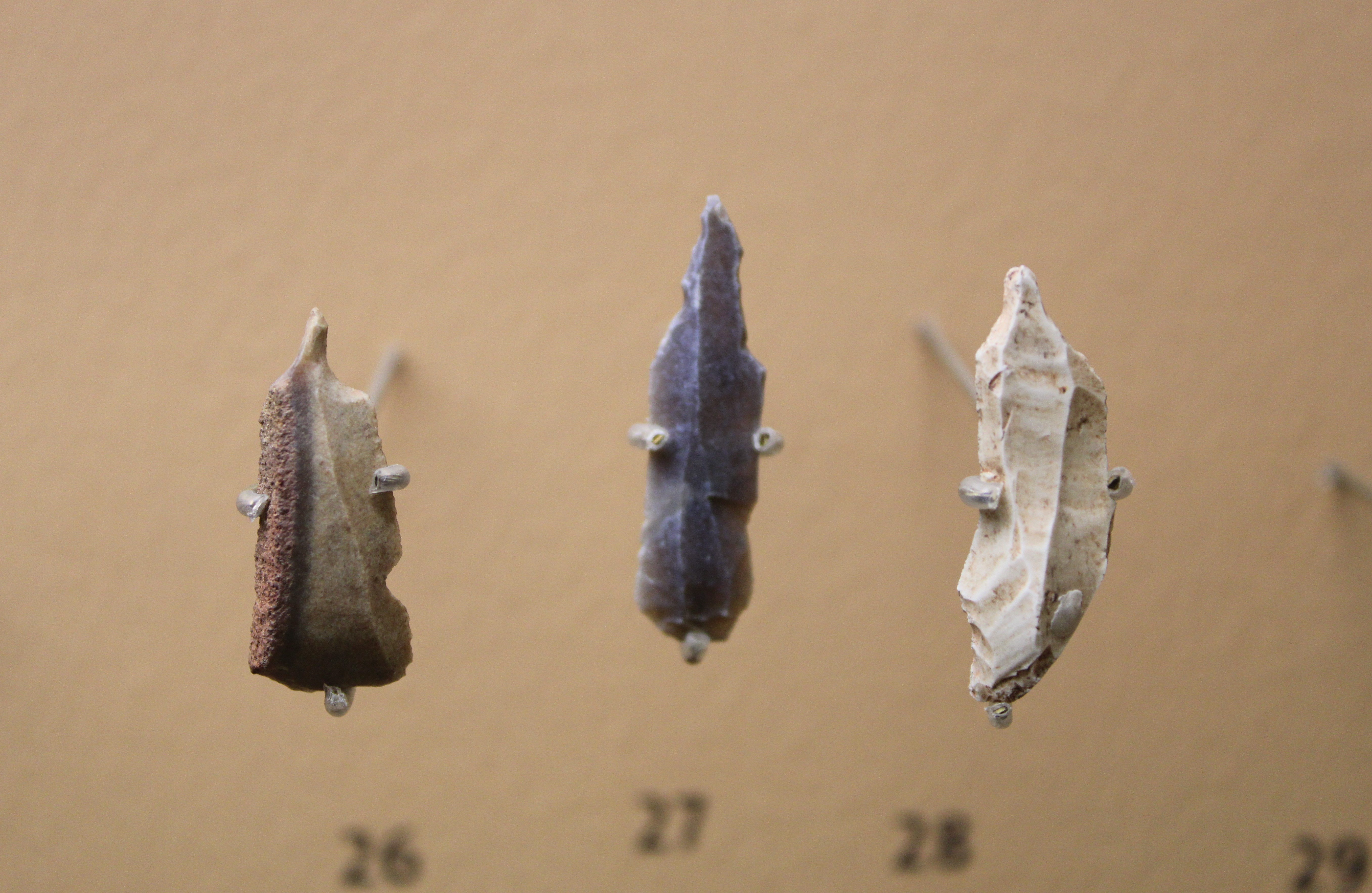
Musée d'archéologie nationale (MAN).
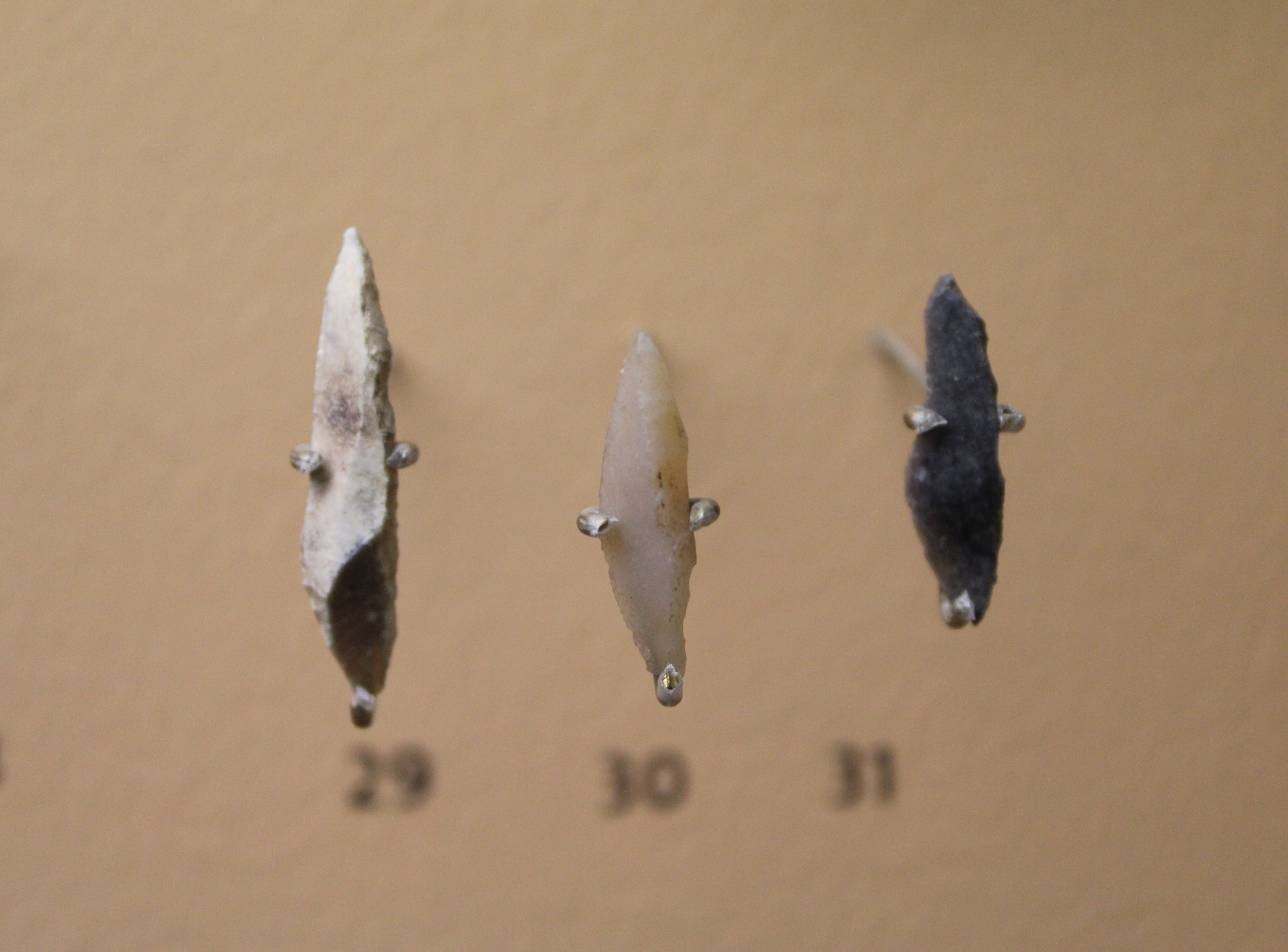
Pointes
- MAN.

### Galets peints
- Galet peint

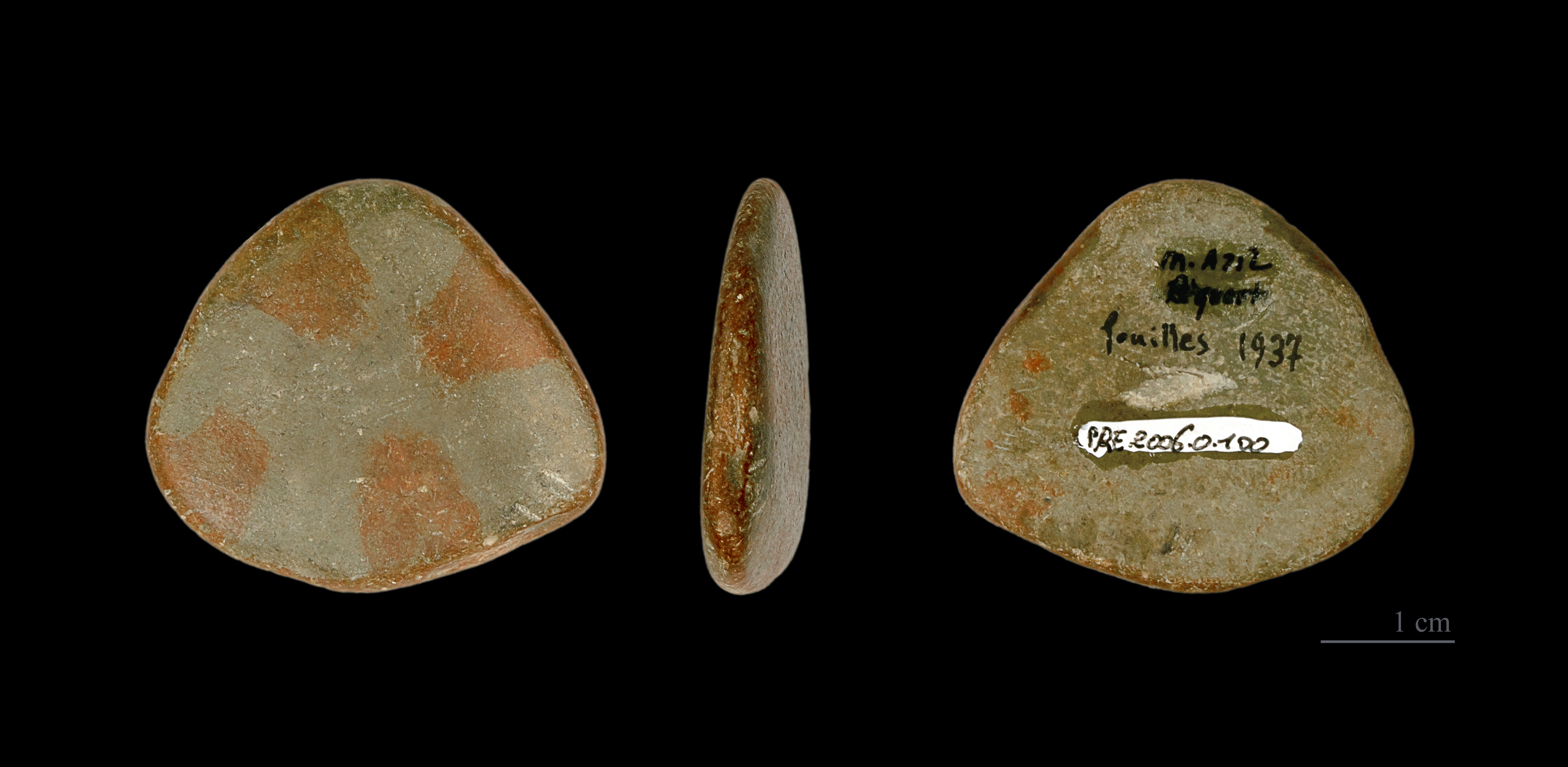
Muséum de Toulouse
- Galet peint
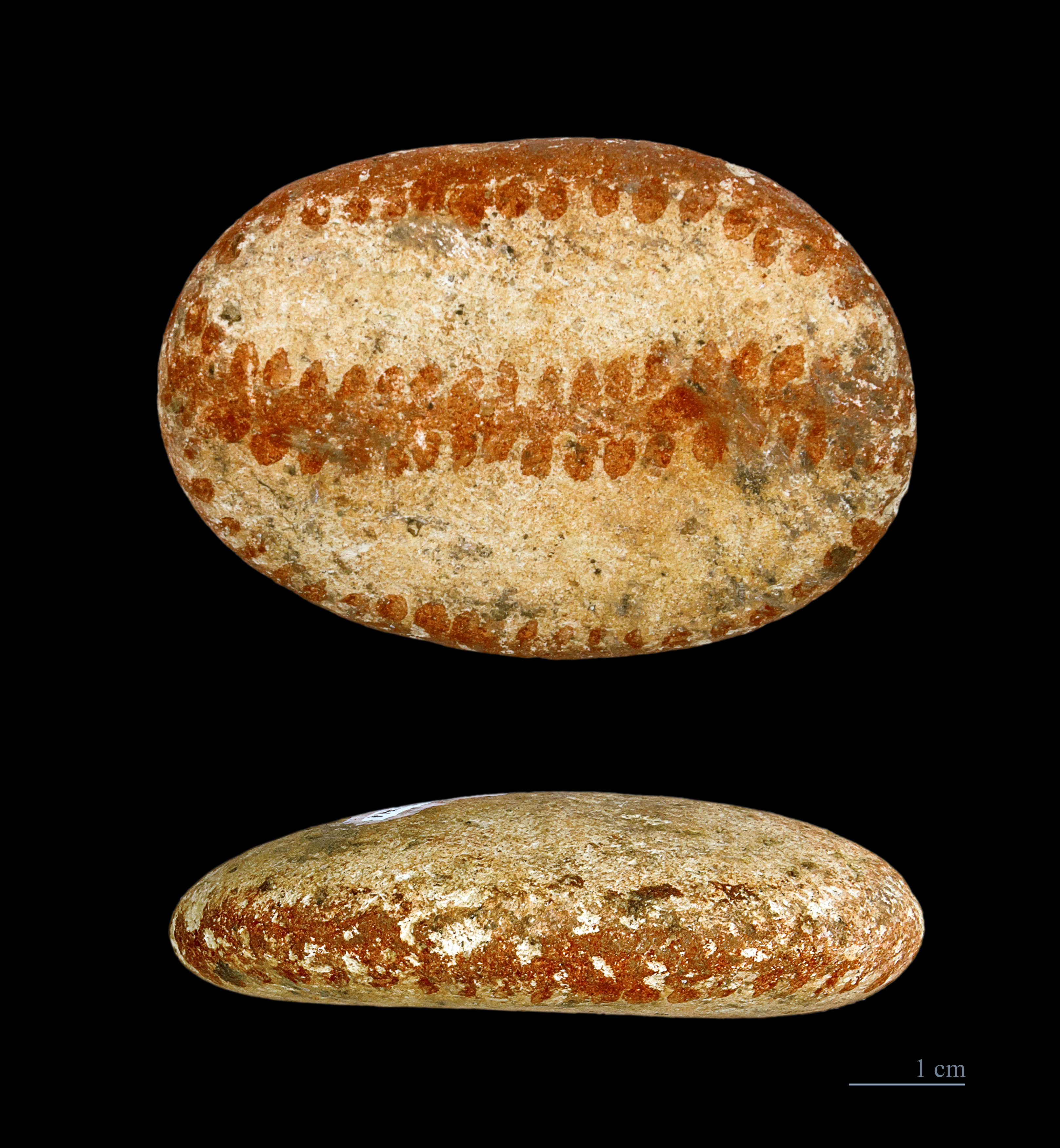
Muséum de Toulouse
- Galet peint
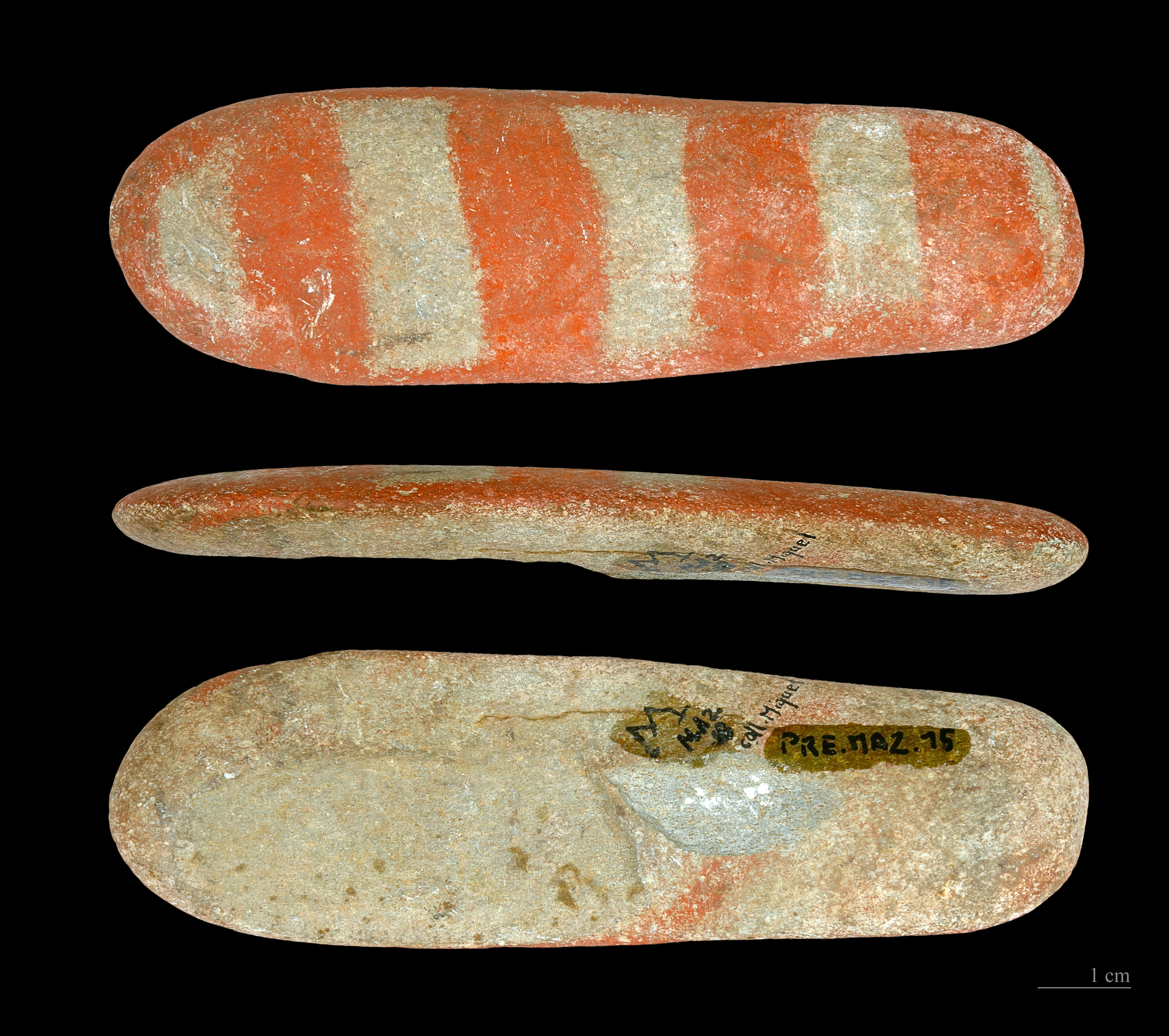
Muséum de Toulouse
- Galets peints
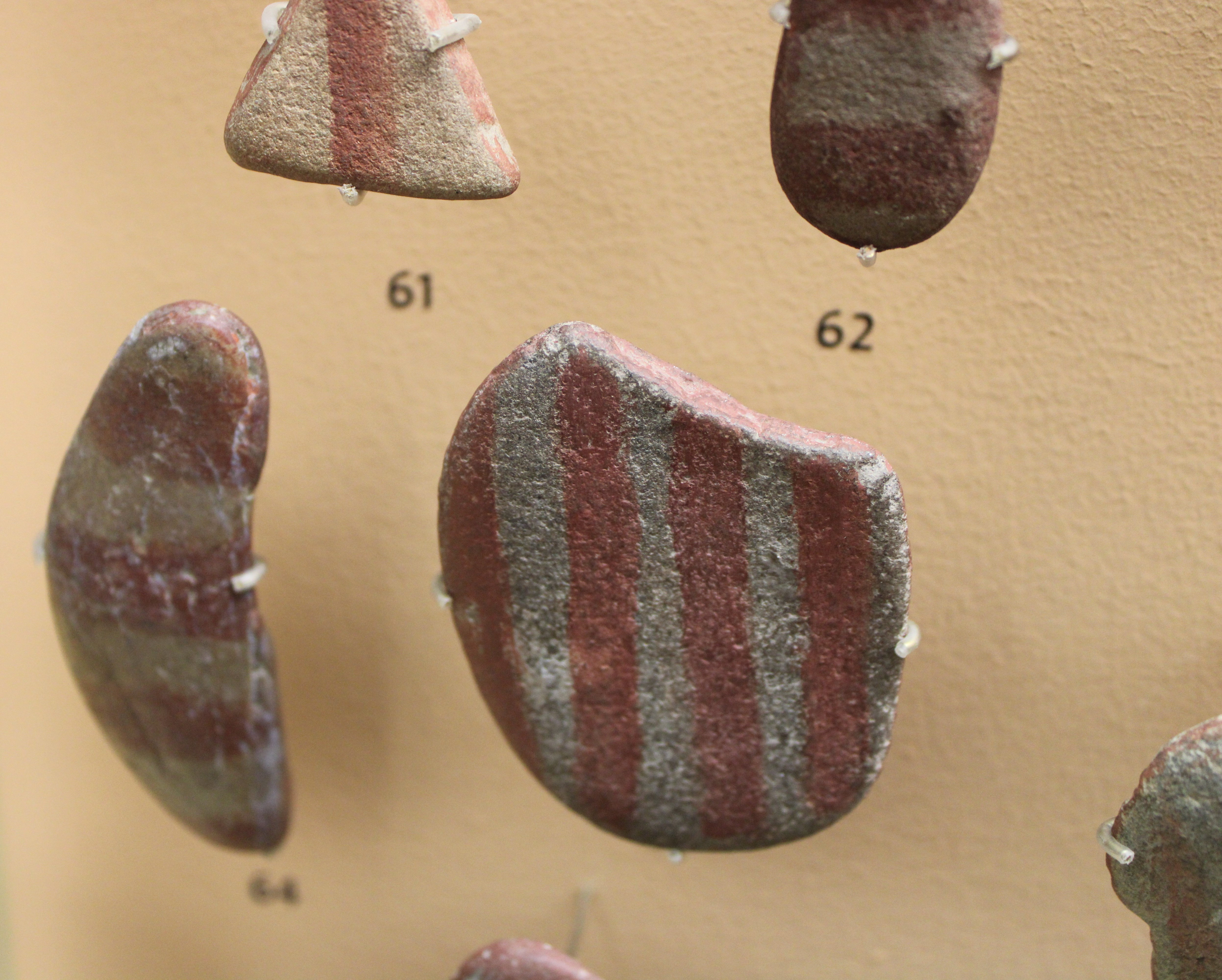
Musée d'archéologie nationale.
- Galets peints
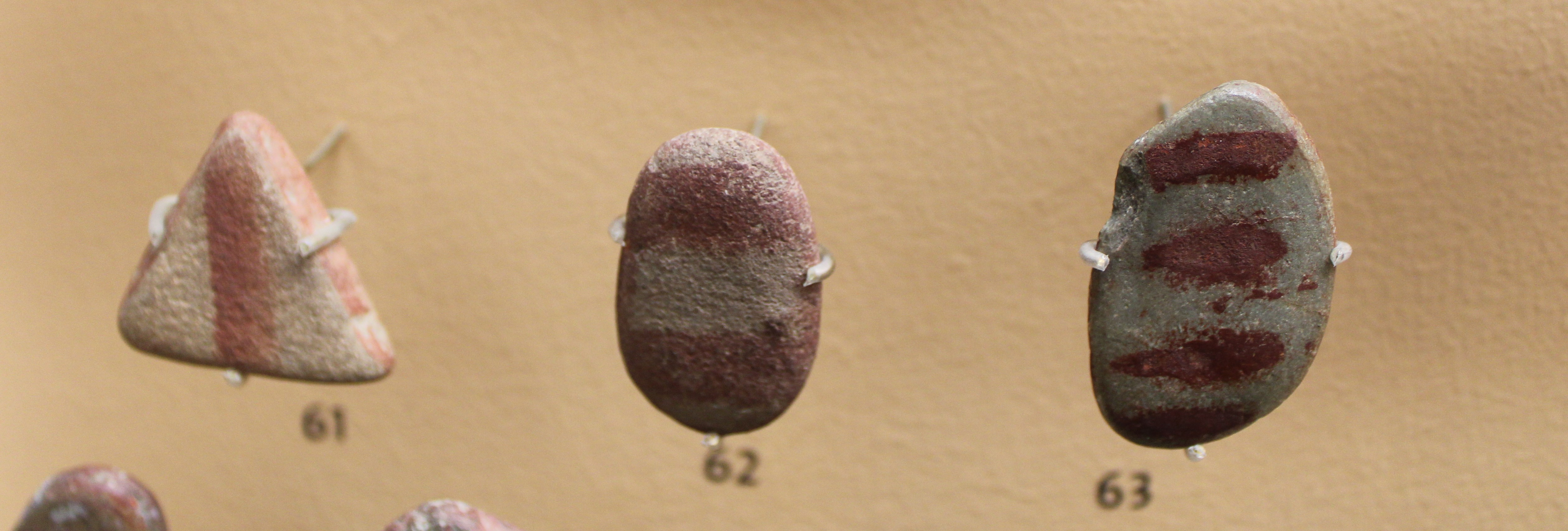
Musée d'archéologie nationale.

### Galets gravés

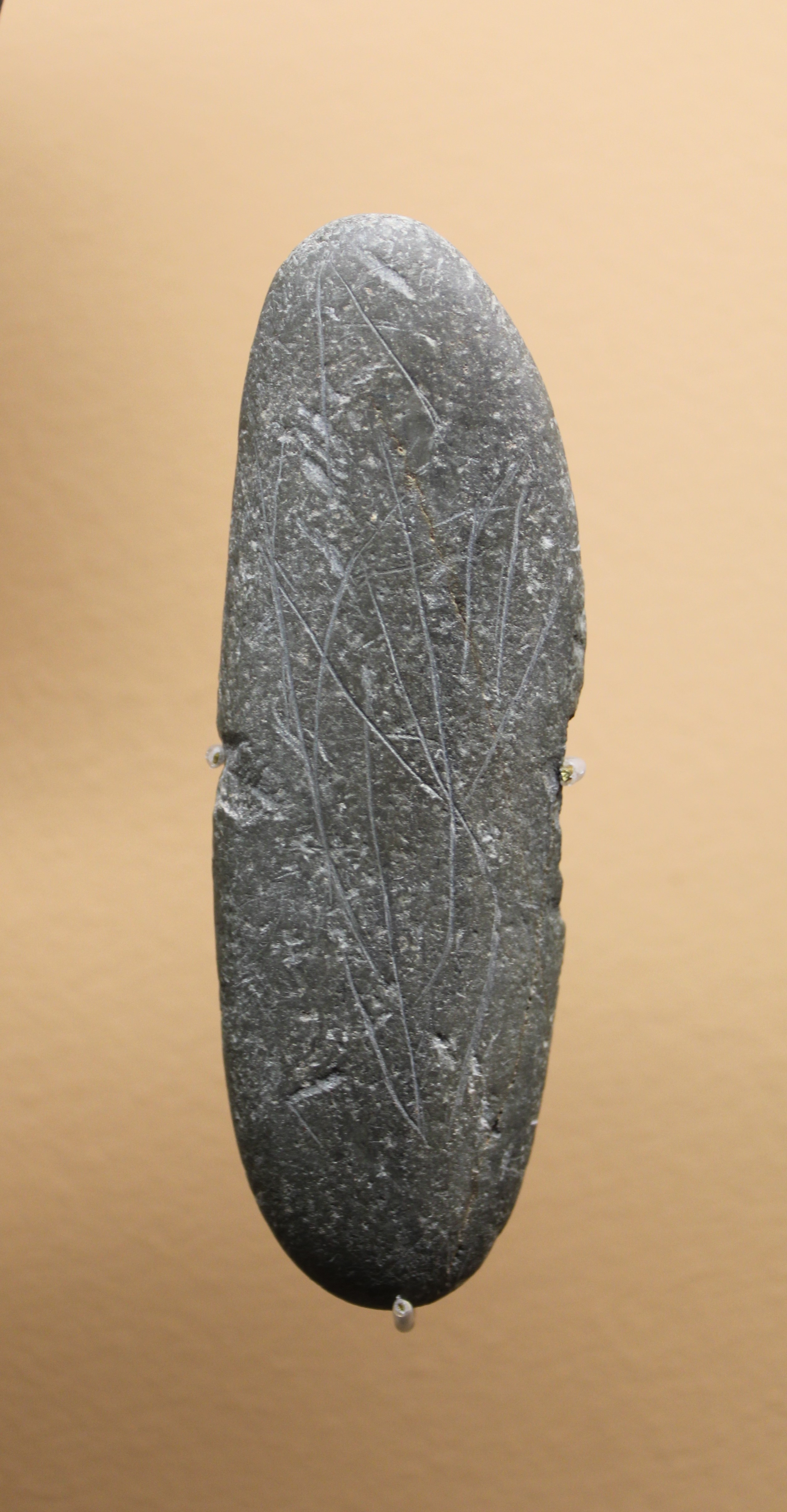
Galet gravé
- MAN.
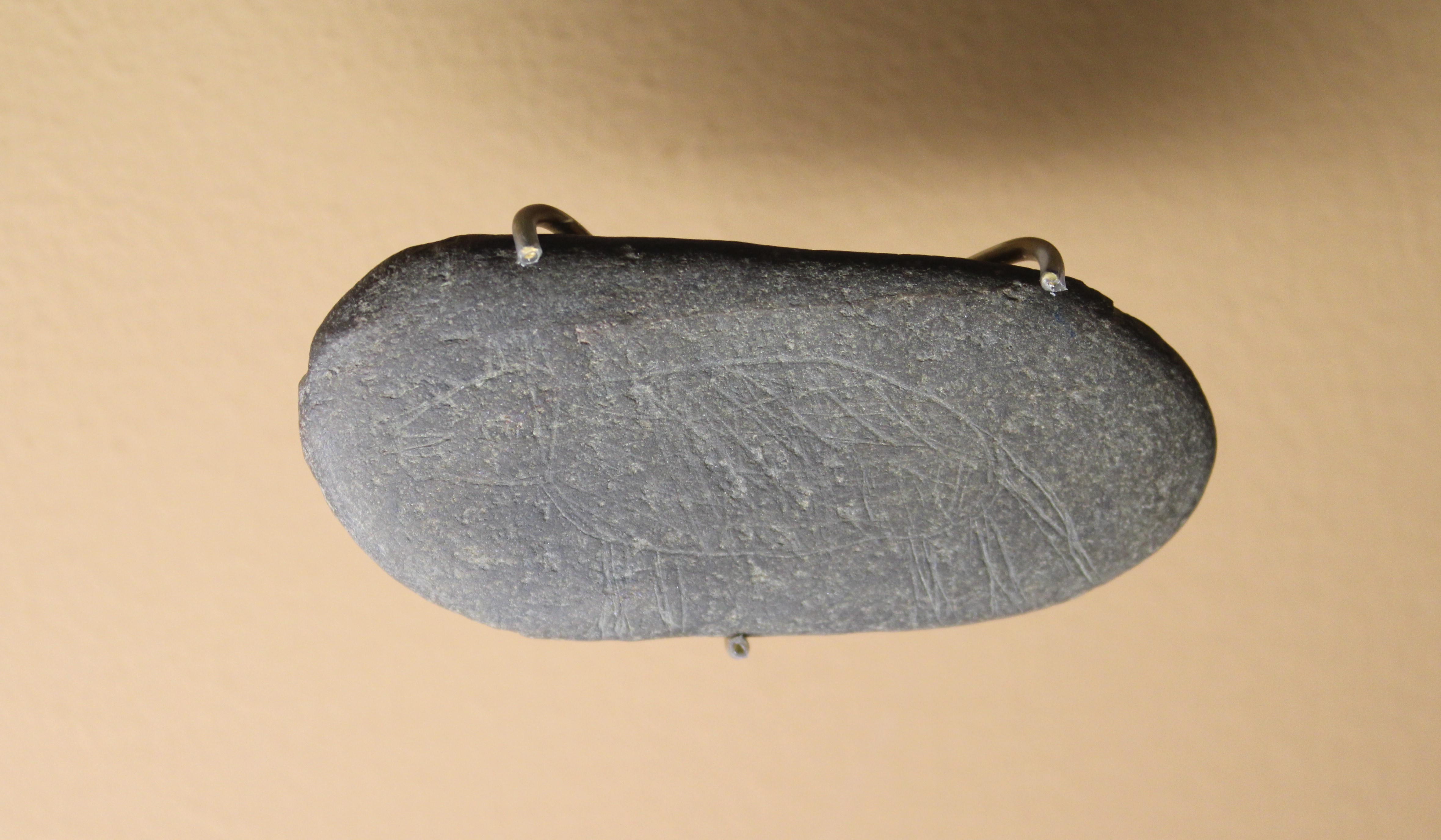
Galet gravé
- MAN.
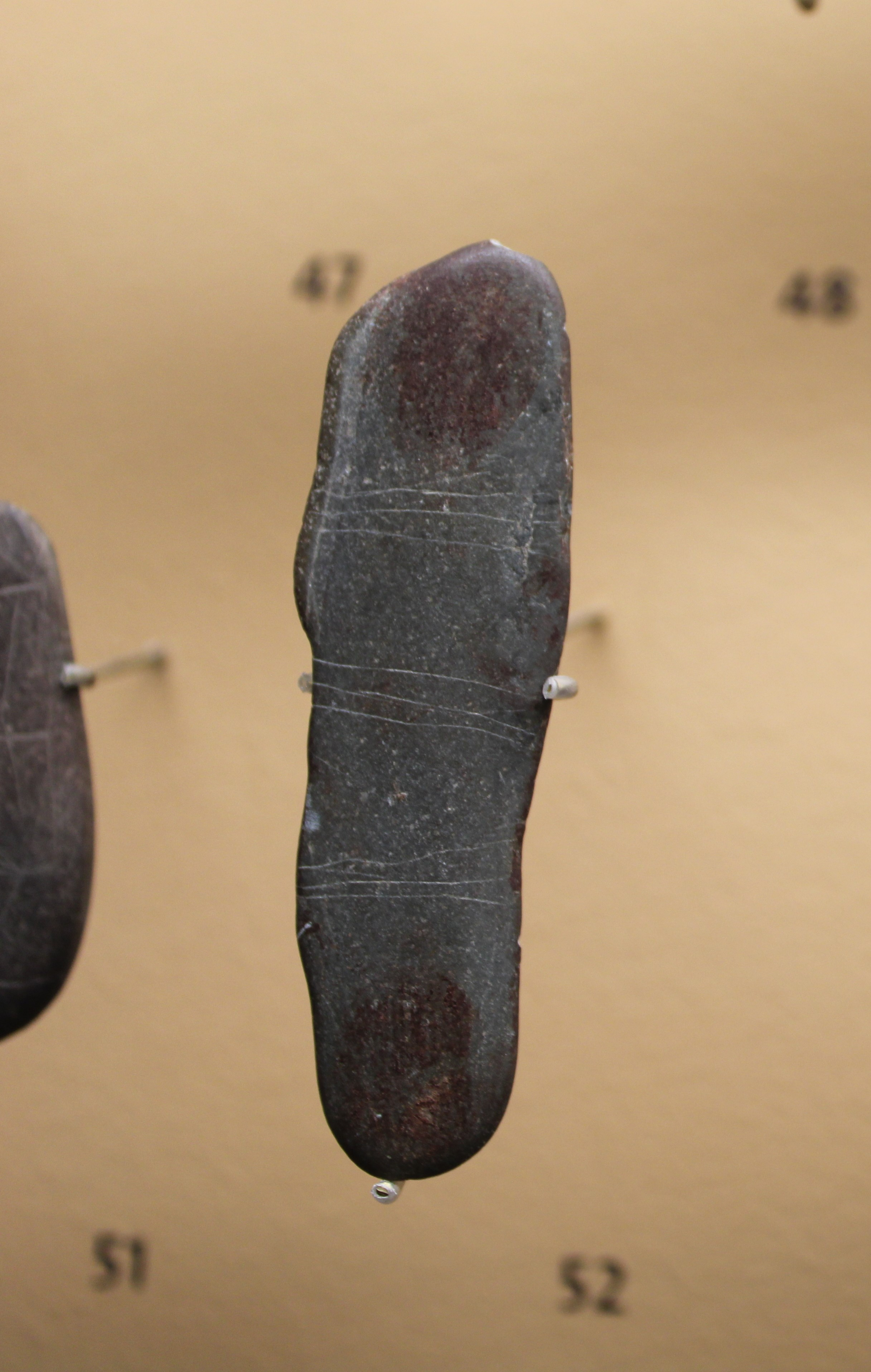
Galet gravé et peint
- MAN.

## Histoire
Au IIIe siècle les premiers chrétiens, alors persécutés, y établirent un lieu de prières. 
La grotte servit également de refuge, probablement aux cathares du XIIIe siècle (pas d'indice formel) ;  puis aux protestants au XVIIe siècle, qui s'y réfugièrent à l'occasion du siège infructueux conduit en 1625 par le maréchal de Thémines contre la cité. En représailles, Richelieu fit prévoir dans les clauses de la paix d'Alès la destruction du plafond de la salle du Temple à l'intérieur de la grotte, et des fortifications de cette dernière.
Durant la Seconde Guerre mondiale, la grotte du Mas d'Azil fut réquisitionnée à partir du 1er juin 1940 pour la Société nationale des constructions aéronautiques du Midi (anciennement Dewoitine) qui envisageait d'y établir une usine de pièces pour ses avions. Des travaux commencèrent (aplanissement, constructions, éclairage), mais devaient cesser début juillet de la même année à la suite de la défaite des armées françaises. Les troupes d'Occupation allemandes envisagèrent fin 1943 de reprendre l'idée pour y installer, elles aussi, des ateliers de réparations pour leurs avions, en complément de l'usine pour les Junkers prévue dans la grotte de Bédeilhac. Devant le refus obstiné des autorités françaises essentiellement dû au problème de circulation induit par l'occupation de la route traversant la grotte, leur projet fut abandonné au printemps 1944.
Depuis 1997, la grotte et ses alentours accueillent chaque année une manche du championnat européen de tir aux armes préhistoriques,.

## Protection
En 1942, la grotte est classée au titre des monuments historiques.
En 2009, le parc naturel régional des Pyrénées ariégeoises est créé, dont fait partie le territoire du Mas-d'Azil. Les abords de la grotte bénéficient donc de la protection imposée par les règles du parc.

## Visites
On pense que la plupart des vestiges de la présence humaine sont enfouis dans le remblai, à l'entrée de la grotte. 
Un vestige d'habitat préhistorique peut être visité dans les parties supérieures des galeries, hors de portée des crues.
Complémentaire de la grotte, un musée relatant l'histoire préhistorique de la région est présent dans le bourg du Mas-d'Azil.

## Sport
Passage du Tour de France en 2018 lors de la 16e étape, et de 2010 lors de la 15e étape.